# Iskandar Mírza
Iskandar Mírza (urdsky: اسکندر مرزا) byl v letech 1955–56 poslední generální guvernér dominia Pákistán a následně první prezident Pákistánu.

## Život
Iskandar Mírza se narodil 13. listopadu 1899 v Muršidábádu v tehdejší Britské Indii v ší'itské rodině. Vyrůstal v Bombaji. Po absolvování tamější Elphinstone College nastoupil na Bombajskou univerzitu, poté začal studovat na elitní Královské vojenské akademii Sandhurst. Po jejím absolvování (stal vůbec prvním člověk z Indického subkontinentu, který ji absolvoval) nastoupil britsko-indické armádě. V armádě sloužil v různých funkcích šest let.
Když byl na podzim roku 1955 jmenován generálním guvernérem Pákistánu, stal se tak v pořadí čtvrtým a rovněž posledním člověkem v této funkci. Na tomto postu však nezůstal ani půl roku. Když byla v roce 1956 v Pákistánu vyhlášena republika, stal se 22. března téhož roku prvním oficiální prezidentem Islámské republiky Pákistán.
Když v roce 1958 postihla Pákistán vážná, nejen politická hospodářská krize, Mírza se ji snažil vyřešit tím, že rozpustil obě provinční zákonodárná shromáždění, vládu i parlament, ústavu prohlásil za neplatnou a v zemi byl vyhlášen výjimečný stav. Ještě tentýž rok jej ve funkci nahradil Muhammad Ajjúb Chán. Iskandar Mírza pak až do své smrti žil v londýnském exilu. Zemřel 12. listopadu 1969, den před svými sedmdesátými narozeninami.